# Фуллерен
Фуллере́н — молекулярное соединение, представляющее собой выпуклые замкнутые многогранники, составленные из трёхкоординированных атомов углерода. Молекула года (1991)
Своим названием фуллерены обязаны инженеру и архитектору Ричарду Бакминстеру Фуллеру, чьи геодезические конструкции построены по этому принципу. Первоначально данный класс соединений был ограничен лишь структурами, включающими только пяти- и шестиугольные грани. Для существования такого замкнутого многогранника, построенного из n вершин, образующих только пяти- и шестиугольные грани, согласно теореме Эйлера для многогранников, утверждающей справедливость равенства {\displaystyle |n|-|e|+|f|=2} (где {\displaystyle |n|,|e|} и {\displaystyle |f|} соответственно количество вершин, ребер и граней), необходимым условием является наличие ровно 12 пятиугольных граней и {\displaystyle n/2-10} шестиугольных граней. Если в состав молекулы фуллерена, помимо атомов углерода, входят атомы других химических элементов, то, если атомы других химических элементов расположены внутри углеродного каркаса, такие фуллерены называются эндоэдральными, если снаружи — экзоэдральными.
В природном виде содержатся в шунгите и морском воздухе.

## История открытия
В 1985 году группа исследователей — Роберт Кёрл, Харольд Крото, Ричард Смолли, Хис и О’Брайен — исследовали масс-спектры паров графита, полученных при лазерном облучении (абляции) твёрдого образца, и обнаружили пики с максимальной амплитудой, соответствующие кластерам, состоящим из 60 и 70 атомов углерода. Они предположили, что данные пики отвечают молекулам С60 и С70 и выдвинули гипотезу, что молекула С60 имеет форму усечённого икосаэдра симметрии Ih. Полиэдрические кластеры углерода получили название фуллеренов, а наиболее распространённая молекула С60 — бакминстерфуллерена (также её называют бакибо́лом или букибо́лом, англ. buckyball), по имени американского архитектора Бакминстера Фуллера, применявшего для постройки куполов своих зданий пяти- и шестиугольники, являющиеся основными структурными элементами молекулярных каркасов всех фуллеренов.
Открытие фуллеренов имеет свою предысторию: возможность их существования была предсказана ещё в 1971 году в Японии и теоретически обоснована в 1973 году в СССР. За открытие фуллеренов Крото, Смолли и Кёрлу в 1996 году была присуждена Нобелевская премия по химии. Единственным способом получения фуллеренов в настоящий момент (октябрь 2007) является их искусственный синтез. В течение ряда лет эти соединения интенсивно изучали в лабораториях разных стран, пытаясь установить условия их образования, структуру, свойства и возможные сферы применения. Установлено, в частности, что фуллерены в значительном количестве содержатся в саже, образующейся в дуговом разряде на графитовых электродах — их раньше просто не замечали (см. ниже).

## Фуллерены в природе
После получения в лабораторных условиях фуллерены были найдены в некоторых образцах шунгитов Северной Карелии в фульгуритах США и Индии, метеоритах и донных отложениях, возраст которых достигает 65 миллионов лет.
На Земле фуллерены образуются при горении природного газа и разряде молнии. Летом 2011 года были опубликованы результаты исследований проб воздуха над Средиземным морем: во всех 43 образцах воздуха, взятых от Барселоны до Стамбула, были обнаружены фуллерены.
Фуллерены в больших количествах были обнаружены и в космосе: в 2010 году в виде газа, в 2012 году — в твёрдом виде.

## Структурные свойства
Молекулярное образование углерода в форме усечённый икосаэдр имеет массу 720 а. е. м. В молекулах фуллеренов атомы углерода расположены в вершинах шести- и пятиугольников, из которых составлена поверхность сферы или эллипсоида. Самый симметричный и наиболее полно изученный представитель семейства фуллеренов — [60]фуллерен (C60), в котором углеродные атомы образуют усечённый икосаэдр, состоящий из 20 шестиугольников и 12 пятиугольников и напоминающий футбольный мяч (как идеальная форма, крайне редко встречающаяся в природе). Так как каждый атом углерода фуллерена С60 принадлежит одновременно двум шести- и одному пятиугольнику, то все атомы в С60 эквивалентны, что подтверждается спектром ядерного магнитного резонанса (ЯМР) изотопа 13С — он содержит всего одну линию. Однако не все связи С-С имеют одинаковую длину. Связь С=С, являющаяся общей стороной для двух шестиугольников, составляет 1,39 Å, а связь С-С, общая для шести- и пятиугольника, длиннее и равна 1,44 Å. Кроме того, связь первого типа двойная, а второго — одинарная, что существенно для химии фуллерена С60. В действительности изучение свойств фуллеренов полученных в больших количествах показывают распределение их объективных свойств (химическая и сорбционная активности) на 4 устойчивых изомера фуллерена, свободно определяемые по различному времени выхода из сорбционной колонки жидкостного хроматографа высокого разрешения. При этом атомная масса всех четырёх изомеров равнозначна — имеет массу 720 а. е. м.
Следующим по распространённости является фуллерен C70, отличающийся от фуллерена C60 вставкой пояса из 10 атомов углерода в экваториальную область C60, в результате чего молекула 34 является вытянутой и напоминает своей формой мяч для игры в регби.
Так называемые высшие фуллерены, содержащие большее число атомов углерода (до 400), образуются в значительно меньших количествах и часто имеют довольно сложный изомерный состав. Среди наиболее изученных высших фуллеренов можно выделить Cn, n=74, 76, 78, 80, 82 и 84.

## Синтез
Первые фуллерены выделяли из конденсированных паров графита, получаемых при лазерном облучении твёрдых графитовых образцов. Фактически, это были следы вещества. Следующий важный шаг был сделан в 1990 году В. Кретчмером, Лэмбом, Д. Хаффманом и др., разработавшими метод получения граммовых количеств фуллеренов путём сжигания графитовых электродов в электрической дуге в атмосфере гелия при низких давлениях. В процессе эрозии анода на стенках камеры оседала сажа, содержащая некоторое количество фуллеренов. Сажу растворяют в бензоле или толуоле и из полученного раствора выделяют в чистом виде граммовые количества молекул С60 и С70 в соотношении 3:1 и примерно 2 % более тяжёлых фуллеренов. Впоследствии удалось подобрать оптимальные параметры испарения электродов (давление, состав атмосферы, ток, диаметр электродов), при которых достигается наибольший выход фуллеренов, составляющий в среднем 3-12 % материала анода, что, в конечном счёте, определяет высокую стоимость фуллеренов.
На первых порах все попытки экспериментаторов найти более дешёвые и производительные способы получения граммовых количеств фуллеренов (сжигание углеводородов в пламени, химический синтез и др.) к успеху не привели и метод «дуги» долгое время оставался наиболее продуктивным (производительность около 1 г/час). Впоследствии фирме Mitsubishi удалось наладить промышленное производство фуллеренов методом сжигания углеводородов, но такие фуллерены содержат кислород, и поэтому дуговой метод по-прежнему остаётся единственным подходящим методом получения чистых фуллеренов.
Механизм образования фуллеренов в дуге до сих пор остаётся неясным, поскольку процессы, идущие в области горения дуги, термодинамически неустойчивы, что сильно усложняет их теоретическое рассмотрение. Неопровержимо удалось установить только то, что фуллерен собирается из отдельных атомов углерода (или фрагментов С2). Для доказательства в качестве анодного электрода использовался графит 13С высокой степени очистки, другой электрод был из обычного графита 12С. После экстракции фуллеренов было показано методом ЯМР, что атомы 12С и 13С расположены на поверхности фуллерена хаотично. Это указывает на распад материала графита до отдельных атомов или фрагментов атомного уровня и их последующую сборку в молекулу фуллерена. Данное обстоятельство заставило отказаться от наглядной картины образования фуллеренов в результате сворачивания атомных графитовых слоёв в замкнутые сферы.
Сравнительно быстрое увеличение общего количества установок для получения фуллеренов и постоянная работа по улучшению методов их очистки привели к существенному снижению стоимости С60 за последние 17 лет — с 10 тыс. до 10-15 долл. за грамм, что подвело к рубежу их реального промышленного использования.
Несмотря на оптимизацию метода Хаффмана — Кретчмера (ХК), повысить выход фуллеренов более 10-20 % от общей массы сожжённого графита не удаётся. Из-за относительно высокой стоимости начального продукта — графита, этот метод имеет принципиальные ограничения. Многие исследователи полагают, что снизить стоимость фуллеренов, получаемых методом ХК, ниже нескольких долларов за грамм не удастся. Поэтому усилия ряда исследовательских групп направлены на поиск альтернативных методов получения фуллеренов. Наибольших успехов в этой области достигла фирма Мицубиси, которой удалось наладить промышленный выпуск фуллеренов методом сжигания углеводородов в пламени. Стоимость таких фуллеренов составляет около 5 долл./грамм (2005 год), что никак не повлияло на стоимость электродуговых фуллеренов.
Высокую стоимость фуллеренов определяет не только их низкий выход при сжигании графита, но и сложность выделения, очистки и разделения фуллеренов различных масс из углеродной сажи. Обычный подход состоит в следующем: сажу, полученную при сжигании графита, смешивают с толуолом или другим органическим растворителем (способным эффективно растворять фуллерены), затем смесь фильтруют или отгоняют на центрифуге, а оставшийся раствор выпаривают. После удаления растворителя остается тёмный мелкокристаллический осадок — смесь фуллеренов, называемый обычно фуллеритом. В состав фуллерита входят различные кристаллические образования: мелкие кристаллы из молекул С60 и С70 и кристаллы С60/С70, являются твёрдыми растворами. Кроме того, в фуллерите всегда содержится небольшое количество высших фуллеренов (до 3 %). Разделение смеси фуллеренов на индивидуальные молекулярные фракции производят с помощью жидкостной хроматографии на колонках и жидкостной хроматографии высокого давления (ЖХВД). Последняя используется главным образом для анализа чистоты выделенных фуллеренов, так как аналитическая чувствительность метода ЖХВД очень высока (до 0,01 %). Наконец, последний этап — удаление остатков растворителя из твёрдого образца фуллерена. Оно осуществляется путём выдерживания образца при температуре 150—250 °C в условиях динамического вакуума (около 0,1 торр).

## Физические свойства и прикладное значение

### Фуллериты
Конденсированные системы, состоящие из молекул фуллеренов, называются фуллеритами. Наиболее изученная система такого рода — кристалл С60, менее — система кристаллического С70. Исследования кристаллов высших фуллеренов затруднены сложностью их получения.
Атомы углерода в молекуле фуллерена связаны σ- и π-связями, в то время как химической связи (в обычном смысле этого слова) между отдельными молекулами фуллеренов в кристалле нет. Поэтому в конденсированной системе отдельные молекулы сохраняют свою индивидуальность (что важно при рассмотрении электронной структуры кристалла). Молекулы удерживаются в кристалле силами Ван-дер-Ваальса, определяя в значительной мере макроскопические свойства твёрдого C60.
При комнатных температурах кристалл С60 имеет гранецентрированную кубическую (ГЦК) решётку с постоянной 1,415 нм, но при понижении температуры происходит фазовый переход первого рода (Ткр≈260 К) и кристалл С60 меняет свою структуру на простую кубическую (постоянная решётки 1,411 нм). При температуре Т > Ткр молекулы С60 хаотично вращаются вокруг своего центра равновесия, а при её снижении до критической две оси вращения замораживаются. Полное замораживание вращений происходит при 165 К. Кристаллическое строение С70 при температурах порядка комнатной подробно исследовалось в работе. Как следует из результатов этой работы, кристаллы данного типа имеют объёмноцентрированную (ОЦК) решётку с небольшой примесью гексагональной фазы.

### Нелинейные оптические свойства
Анализ электронной структуры фуллеренов показывает наличие π-электронных систем, для которых имеются большие величины нелинейной восприимчивости. Фуллерены действительно обладают нелинейными оптическими свойствами. Однако из-за высокой симметрии молекулы С60 генерация второй гармоники возможна только при внесении асимметрии в систему (например внешним электрическим полем). С практической точки зрения привлекательно высокое быстродействие (~250 пс), определяющее гашение генерации второй гармоники. Кроме того фуллерены С60 способны генерировать и третью гармонику.
Другой вероятной областью использования фуллеренов и, в первую очередь, С60 являются оптические затворы. Экспериментально показана возможность применения этого материала для длины волны 532 нм. Малое время отклика даёт шанс использовать фуллерены в качестве ограничителей лазерного излучения и модуляторов добротности. Однако, по ряду причин фуллеренам трудно конкурировать здесь с традиционными материалами. Высокая стоимость, сложности с диспергированием фуллеренов в стёклах, способность быстро окисляться на воздухе, далеко не рекордные коэффициенты нелинейной восприимчивости, высокий порог ограничения оптического излучения (не пригодный для защиты глаз) создают серьёзные трудности в борьбе с конкурирующими материалами.

### Квантовая механика и фуллерен
В 1999 году исследователи из Университета Вены продемонстрировали применимость корпускулярно-волнового дуализма к молекулам фуллеренов C60.

### Гидратированный фуллерен (HyFn);(С60(H2O)n)
Гидратированный фуллерен С60 — C60HyFn — это прочный, гидрофильный супрамолекулярный комплекс, состоящий из молекулы фуллерена С60, заключенной в первую гидратную оболочку, которая содержит 24 молекулы воды: C60(H2O)24. Гидратная оболочка образуется вследствие донорно-акцепторного взаимодействия неподеленных пар электронов кислорода молекул воды с электрон-акцепторными центрами на поверхности фуллерена. При этом молекулы воды, ориентированные вблизи поверхности фуллерена, связаны между собой объёмной сеткой водородных связей. Размер C60HyFn соответствует 1,6-1,8 нм. В настоящее время, максимальная концентрация С60, в виде C60 HyFn, которую удалось создать в воде, эквивалентна 4 мг/мл.

### Фуллерен в качестве материала для полупроводниковой техники
Молекулярный кристалл фуллерена является полупроводником с шириной запрещённой зоны ~1.5 эВ и его свойства во многом аналогичны свойствам других полупроводников. Поэтому ряд исследований был связан с вопросами использования фуллеренов в качестве нового материала для традиционных приложений в электронике: диод, транзистор, фотоэлемент и т. п. Здесь их преимуществом по сравнению с традиционным кремнием является малое время фотоотклика (единицы нс). Однако существенным недостатком оказалось влияние кислорода на проводимость плёнок фуллеренов и, следовательно, возникла необходимость в защитных покрытиях. В этом смысле более перспективно использовать молекулу фуллерена в качестве самостоятельного наноразмерного устройства и, в частности, усилительного элемента.

### Фуллерен как фоторезист
Под действием видимого (> 2 эВ), ультрафиолетового и более коротковолнового излучения фуллерены полимеризуются и в таком виде не растворяются органическими растворителями. В качестве иллюстрации применения фуллеренового фоторезиста можно привести пример получения субмикронного разрешения (≈20 нм) при травлении кремния электронным пучком с использованием маски из полимеризованной плёнки С60.

### Фуллереновые добавки для роста алмазных плёнок методом CVD
Другой интересной возможностью практического применения является использование фуллереновых добавок при росте алмазных плёнок CVD-методом (Chemical Vapor Deposition). Введение фуллеренов в газовую фазу эффективно с двух точек зрения: увеличение скорости образования алмазных ядер на подложке и поставка строительных блоков из газовой фазы на подложку. В качестве строительных блоков выступают фрагменты С2, которые оказались подходящим материалом для роста алмазной плёнки. Экспериментально показано, что скорость роста алмазных плёнок достигает 0,6 мкм/ч, что в 5 раз выше, чем без использования фуллеренов. Для реальной конкуренции алмазов с другими полупроводниками в микроэлектронике необходимо разработать метод гетероэпитаксии алмазных плёнок, однако рост монокристаллических плёнок на неалмазных подложках остаётся пока неразрешимой задачей. Один из возможных путей решения этой проблемы — использование буферного слоя фуллеренов между подложкой и плёнкой алмазов. Предпосылкой к исследованиям в этом направлении является хорошая адгезия фуллеренов к большинству материалов. Перечисленные положения особенно актуальны в связи с интенсивными исследованиями алмазов на предмет их использования в микроэлектронике следующего поколения. Высокое быстродействие (высокая насыщенная дрейфовая скорость); максимальная, по сравнению с любыми другими известными материалами, теплопроводность и химическая стойкость делают алмаз перспективным материалом для электроники следующего поколения.

### Сверхпроводящие соединения с С60
Молекулярные кристаллы фуллеренов — полупроводники, однако в начале 1991 года было установлено, что легирование твёрдого С60 небольшим количеством щелочного металла приводит к образованию материала с металлической проводимостью, который при низких температурах переходит в сверхпроводник. Легирование С60 производят путём обработки кристаллов парами металла при температурах в несколько сотен градусов Цельсия. При этом образуется структура типа X3С60 (Х — атом щелочного металла). Первым интеркалированным металлом оказался калий. Переход соединения К3С60 в сверхпроводящее состояние происходит при температуре 19 К. Это рекордное значение для молекулярных сверхпроводников. Вскоре установили, что сверхпроводимостью обладают многие фуллериты, легированные атомами щелочных металлов в соотношении либо Х3С60, либо XY2С60 (X,Y — атомы щелочных металлов). Рекордсменом среди высокотемпературных сверхпроводников (ВТСП) указанных типов оказался RbCs2С60 — его Ткр=33 К.

### Влияние малых добавок фуллереновой сажи на антифрикционные и противоизносные свойстваПТФЭ
Присутствие фуллерена С60 в минеральных смазках инициирует на поверхностях контртел образование защитной фуллерено-полимерной плёнки толщиной 100 нм. Образованная плёнка защищает от термической и окислительной деструкции, увеличивает время жизни узлов трения в аварийных ситуациях в 3-8 раз, термостабильность смазок до 400—500 °C и несущую способность узлов трения в 2-3 раза, расширяет рабочий интервал давлений узлов трения в 1,5-2 раза, уменьшает время приработки контртел.

### Другие области применения
В аккумуляторах и электрических батареях используются добавки фуллеренов. Основой этих аккумуляторов являются литиевые катоды, содержащие интеркалированные фуллерены. Фуллерены также могут быть использованы в качестве добавок для получения искусственных алмазов методом высокого давления. При этом выход алмазов увеличивается приблизительно на 30 %.
Кроме того, фуллерены нашли применение в качестве добавок в интумесцентные (вспучивающиеся) огнезащитные краски. За счёт введения фуллеренов краска под воздействием температуры при пожаре вспучивается, образуется достаточно плотный пенококсовый слой, который в несколько раз увеличивает время нагревания до критической температуры защищаемых конструкций.
Также фуллерены и их различные химические производные используются в сочетании с полисопряжёнными полупроводящими полимерами для изготовления солнечных элементов.

## Химические свойства
Фуллерены, несмотря на отсутствие атомов водорода, которые могут быть замещены как в случае обычных ароматических соединений, всё же могут быть функционализированы различными химическими методами. Например, успешно были применены такие реакции для функционализации фуллеренов, как реакция Дильса — Альдера, реакция Прато, реакция Бингеля. Фуллерены также могут быть прогидрированы с образованием продуктов от С60Н2 до С60Н50.

## Медицинское значение

### Антиоксиданты
Фуллерены являются мощнейшими антиоксидантами, известными на сегодняшний день. В среднем они превосходят действие всех известных до них антиоксидантов в 100—1000 раз. Предполагается, что именно благодаря этому они способны значительно продлевать среднюю продолжительность жизни крыс и круглых червей. Предполагается, что фуллерен С60, растворённый в оливковом масле, может встраиваться в двухслойные липидные мембраны клеток и митохондрий и действовать как многоразовый антиоксидант.

### Создание новых лекарств
Фуллерены могут быть также использованы в фармакологии для создания новых лекарств. Так, в 2007 году были проведены исследования, показавшие, что эти вещества могут оказаться перспективными для разработки противоаллергических средств.

### Борьба с ВИЧ
Различные производные фуллеренов показали себя эффективными средствами в лечении вируса иммунодефицита человека: белок, ответственный за проникновение вируса в кровяные клетки — ВИЧ-1-протеаза, — имеет сферическую полость диаметром 10 Ǻ, форма которой остается постоянной при всех мутациях. Такой размер почти совпадает с диаметром молекулы фуллерена. Синтезировано производное фуллерена, которое растворимо в воде. Оно блокирует активный центр ВИЧ-протеазы, без которой невозможно образование новой вирусной частицы.